# سینتالوتا
سینتالوتا (به انگلیسی: Sintaluta) یک منطقهٔ مسکونی در کانادا است که در ساسکاچوان واقع شده‌است. سینتالوتا ۲٫۷۰ کیلومتر مربع مساحت و ۹۸ نفر جمعیت دارد.